# Parade of the Wooden Soldiers
Parade of the Wooden Soldiers es un corto de animación estadounidense de 1933, de la serie de Betty Boop. Fue producido por los estudios Fleischer y distribuido por Paramount Pictures. En él aparece Betty Boop.

## Argumento
En la fábrica de juguetes construyen una muñeca: Betty Boop. Es llevada a una juguetería donde es recibida con todos los honores que su belleza merece y es nombrada reina, pero un malvado gorila intentará acabar con su reinado.

## Producción
Parade of the Wooden Soldiers es la vigésima tercera entrega de la serie de Betty Boop y fue estrenada el 1 de diciembre de 1933.
En el corto aparecen David Rubinoff y su orquesta, que interpretan el tema que da nombre al corto: "Parade of the Wooden Soldiers", compuesta por Leon Jessel. 